# Angelo Peruzzi
Angelo Peruzzi (pronunciación en italiano: ˈandʒelo peˈruttsi; Blera, Provincia de Viterbo, 16 de febrero de 1970) es un exfutbolista y director técnico italiano, actualmente dirigente de la Lazio. Jugando en la posición de guardameta, desarrolló su carrera en la Serie A de Italia, donde ganó el premio al Portero del Año en tres ocasiones, además representó a la selección de fútbol de Italia con la cual consiguió la Copa Mundial de Fútbol de 2006.
Peruzzi es considerado por algunos especialistas como uno de los mejores guardamentas de todos los tiempos y como uno de los mejores de su generación. A lo largo de su carrera jugó para Roma, Hellas Verona, Juventus, Inter y Lazio. Durante su exitoso paso por la Juventus, ganó tres campeonatos de Serie A, una Copa Italia, una Copa de la UEFA y una Liga de Campeones de la UEFA, entre otros títulos; consiguió su segunda Copa Italia jugando para la Lazio antes de retirarse en 2007. A nivel internacional, disputó 31 encuentros para la selección italiana desde su debut en 1995, y fue formó parte del plantel que ganó Copa Mundial de Fútbol de 2006. También representó a Italia en los Juegos Olímpicos de 1992, en la Eurocopa Sub-21 de 1992 (donde Italia se consagró campeona), y en la Eurocopa 1996 (como portero titular) y Eurocopa 2004. 

## Trayectoria

### Roma y Verona
Peruzzi creció en los sectores juveniles de la Roma y debutó en la Serie A con diecisiete años de edad, el 13 de diciembre de 1987, sustituyendo al portero titular Franco Tancredi, quien abandonó el terreno de juego a causa de un petardo lanzado desde la tribuna. La temporada siguiente continuó como suplente de Tancredi, totalizando doce presencias en el campeonato, siete en la Copa Italia y una en la Copa de la UEFA.

Durante Milan–Roma Tancredi recibió un petardo en la oreja y se desmayó. Pruzzo me dijo que tenía que entrar yo porque no había otros porteros. La situación era dramática, pero tranquila. Mis compañeros me decían que aunque me metieran diez goles íbamos a ganar igual por descalificación.
Recuerdo de Peruzzi sobre su partido debut.

Para la temporada 1989-90, con diecinueve años, fue cedido al Hellas Verona, donde jugó como titular y alcanzó 29 presencias. Aunque al final de la temporada el Verona no logró mantener la categoría y retrocedió a la Serie B, Peruzzi declaró años más tarde: «Fue una temporada fundamental, sobre todo para mi crecimiento». En la temporada 1990-91 volvió a la Roma, esta vez como titular. Sin embargo, después de transcurridas tres fechas, fue protagonista junto a Andrea Carnevale de un caso de dopaje, dando positivo en fentermina (un supresor del apetito), razón por la cual recibió una suspensión por un año.

### Juventus
Tras la suspensión, fue transferido a la Juventus por una suma de 4,5 mil millones de liras para disputar la temporada 1991-92. Durante su primera temporada con los bianconeri, Peruzzi permaneció como suplente de Stefano Tacconi —el capitán del equipo que jugaba su última temporada en el club— y consiguió seis presencias en el campeonato y seis en la Coppa Italia. Desde la temporada sucesiva, Peruzzi se afianzó como arquero titular, volviéndose un elemento fundamental del equipo. Al año siguiente, obtuvo su primer éxito internacional, levantando la Copa de la UEFA. En 1995 consiguió su primer scudetto, al mismo tiempo que se alzó con la Copa Italia y la Supercopa de Italia.
En 1996 ganó la Liga de Campeones de la UEFA; durante la final contra el Ajax paró dos tiros desde el punto de penal decisivos para la conquista de la Champions League, después de los tiempos reglamentarios y suplementarios finalizaran 1-1. Durante esa final, Peruzzi cometió un error que le costó el empate del Ajax: «Si no hubiésemos ganado, creo que me hubiesen crucificado para el resto de mi carrera», recordó el guardameta. «Por suerte tuve la oportunidad de redimirme durante la tanda de penales». Ese mismo año, fue nombrado vicecapitán del equipo, obtuvo la Supercopa de Europa y la Copa Intercontinental contra París Saint-Germain y River Plate, respectivamente.
Durante las temporadas 1996-97 y 1997-98 ganó dos campeonatos consecutivos y una Supercopa de Italia, llegó a dos finales de la Liga de Campeones consecutivas, aunque el equipo no logró el trofeo en ninguna de las ocasiones. Su alto rendimiento le valió el Guerin d'Oro en 1997 —empatado con Gianluca Pagliuca— y dos premios consecutivos como mejor Portero del Año en la Serie A, además de un segundo y noveno puesto en la clasificación de Mejor portero del mundo según la IFFHS. La temporada 1998-99 fue su última defendiendo el arco bianconero, tras 301 presencias entre campeonato, copas nacionales e internacionales.

### Inter y Lazio
Para la temporada 1999-2000 Peruzzi fue transferido al Inter de Milán, coincidiendo con su entrenador en la Juventus, Marcello Lippi. Vistiendo la camiseta nerazzurra tuvo un óptimo rendimiento con treinta y tres presencias en el campeonato y cuatro en la Coppa Italia. Al final de la temporada, Sébastien Frey —también de un rendimiento alto en ese momento— volvió al Inter, mientras que Peruzzi fue transferido a la Lazio por 17,9 millones de euros.
Con la Lazio su rendimiento también fue de alto nivel. En el club biancoceleste permaneció durante siete años, con más de doscientos partidos a sus espaldas y consiguiendo dos trofeos: la Supercopa de Italia 2000 contra el Inter (4-3) y la Copa Italia 2003-04 contra la Juventus (2-0 y 2-2 en las dos finales). Defendiendo el arco de la Lazio —en algunas ocasiones con la cinta de capitán— disputó la Liga de Campeones de la UEFA en tres oportunidades y, en el campeonato local, consiguió en dos ocasiones el tercer puesto y un cuarto puesto. Con respecto al equipo de la Lazio del año 2001, según Peruzzi «el equipo más fuerte» de ese entonces, el portero declaró: «Eramos un equipo que podía lograr muchísimo, pero conseguimos muy pocos resultados».
El 29 de abril de 2007 anunció su retiro del fútbol tras un derbi Roma-Lazio, finalizado cero a cero. La última presencia de su carrera como jugador, con treinta y siete años de edad, se remonta a los minutos finales del partido Lazio-Parma (0-0) del 20 de mayo de 2007, donde ingresó durante los minutos finales para despedirse del club y su afición. Ese mismo año fue nombrado Portero del Año en la Serie A. Se retiró después de 620 partidos como profesional (478 de ellos en la Serie A).

## Selección nacional
Fue parte de dos Eurocopas Sub-21, en 1990 y 1992, ganando la última edición. El mismo año también participó de los Juegos Olímpicos de Barcelona.
Descartado a último momento de la lista de convocados para el Mundial de 1994 —como tercer portero fue seleccionado Luca Bucci—, debutó con la selección nacional mayor el 25 de marzo de 1995, en el partido Italia-Estonia (4-1) válido por la clasificación para la Eurocopa 1996. Después de un período de alternar el puesto de guardameta con Gianluca Pagliuca, fue colocado como titular por el entrenador Arrigo Sacchi y defendió la puerta azzurra durante la Eurocopa, en la cual Italia terminó siendo eliminada en la primera ronda.
Al igual en los clubes, su carrera en la selección nacional estuvo condicionada por las lesiones, que limitaron sus presencias. A causa de una lesión sufrida a pocos días del inicio del Mundial de 1998, se perdió dicha competición a la cual había sido convocado como titular por Cesare Maldini. En su lugar atajó Pagliuca. Después del mundial, fue confirmado como titular por el nuevo entrenador, Dino Zoff, pero más tarde fue reemplazado por los emergentes Gianluigi Buffon y Francesco Toldo. Desconforme con la posibilidad de ir como tercer portero (detrás de Buffon y Toldo) a la Eurocopa 2000, Peruzzi prefirió negarse a la convocatoria de Zoff. Tampoco estuvo presente en el Mundial 2002.
En 2004, después de cinco años de ausencia, volvió a la selección en ese entonces dirigida por Giovanni Trapattoni, aceptando un puesto como tercer portero en la Eurocopa 2004. Su última competición con la azzurra fue el Mundial 2006, como segundo portero tras Buffon y con Marcello Lippi como entrenador, donde Italia se proclamó campeona. A pesar de no haber disputado ningún minuto en el campo de juego, Peruzzi se destacó como una figura de importancia en el equipo, ganándose el aprecio de sus compañeros; el portero declaró: «haberlo ganado [el mundial] fue una alegría grandísima, una experiencia única e irrepetible». Tras dicha competición, se retiró de la selección habiendo jugado 31 partidos.

Es una lástima que no haya podido jugar un mundial como titular y creo que lo merecía. De vez en cuando pensaba que tener en el banco un portero con la calidad, humana y técnica, de Peruzzi era un desperdicio.
Gianluigi Buffon

### Participaciones en Copas del Mundo
| Mundial                        | Sede     | Resultado |
| ------------------------------ | -------- | --------- |
| Copa Mundial de Fútbol de 2006 | Alemania | Campeón   |

### Participaciones en Eurocopas
| Eurocopa      | Sede       | Resultado    |
| ------------- | ---------- | ------------ |
| Eurocopa 1996 | Inglaterra | Primera fase |
| Eurocopa 2004 | Portugal   | Primera fase |

## Características técnicas como jugador
Apodado Cinghialone o Tyson debido a su físico fornido, Peruzzi era un portero de repertorio completo, preciso en el posicionamiento, con un excelente agarre y reflejos rápidos. Eficaz técnicamente y de carácter fuerte, uno de sus fuertes eran las salidas bajas —gesto técnico que pocos en el mundo poseían— y transmitía seguridad en la defensa.

## Entrenador y dirigente
Ya retirado, entre los años 2008 y 2010, Peruzzi formó parte del equipo de la selección italiana como colaborador del entrenador Marcello Lippi. El 22 de octubre de 2010 fue nombrado segundo entrenador de la selección de fútbol sub-21 de Italia, dentro del equipo técnico liderado por Ciro Ferrara. En julio de 2012 el dúo pasó a la Sampdoria, donde Peruzzi ocupó el lugar de segundo entrenador, sin embargo, tras algunos resultados negativos, abandonaron la dirección del equipo en diciembre del mismo año.
En julio de 2016 volvió a la Lazio como dirigente, cubriendo el rol de club manager del equipo romano.

## Estadísticas

### Clubes
| Roma · Italia | 1.ª           | 1987-88       | 1   | -0   | 0  | -0  | -  | -   | - | -   | 1    | -0   |
| Roma · Italia | 1.ª           | 1988-89       | 12  | -16  | 7  | -11 | 1  | -2  | - | -   | 20   | -29  |
| Roma · Italia | Total club    | Total club    | 13  | -16  | 7  | -11 | 1  | -2  | 0 | 0   | 21   | -29  |
| Hellas Verona · Italia | 1.ª           | 1989-90       | 29  | -38  | 1  | -1  | -  | -   | - | -   | 30   | -39  |
| Hellas Verona · Italia | Total club    | Total club    | 29  | -38  | 1  | -1  | 0  | 0   | 0 | 0   | 30   | -39  |
| Roma · Italia | 1.ª           | 1990-91       | 3   | -3   | 0  | -0  | 2  | -1  | - | -   | 5    | -4   |
| Roma · Italia | Total club    | Total club    | 3   | -3   | 0  | 0   | 2  | -1  | 0 | 0   | 5    | -4   |
| Juventus · Italia | 1.ª           | 1991-92       | 6   | -5   | 6  | -3  | -  | -   | - | -   | 12   | -8   |
| Juventus · Italia | 1.ª           | 1992-93       | 29  | -44  | 6  | -8  | 10 | -5  | - | -   | 45   | -57  |
| Juventus · Italia | 1.ª           | 1993-94       | 32  | -23  | 1  | -1  | 6  | -4  | - | -   | 39   | -28  |
| Juventus · Italia | 1.ª           | 1994-95       | 26  | -22  | 8  | -7  | 9  | -6  | - | -   | 43   | -35  |
| Juventus · Italia | 1.ª           | 1995-96       | 30  | -26  | 0  | -0  | 10 | -9  | 1 | -0  | 41   | -35  |
| Juventus · Italia | 1.ª           | 1996-97       | 29  | -19  | 2  | -1  | 9  | -6  | 3 | -2  | 43   | -28  |
| Juventus · Italia | 1.ª           | 1997-98       | 31  | -25  | 1  | -1  | 11 | -15 | 1 | 0   | 44   | -41  |
| Juventus · Italia | 1.ª           | 1998-99       | 25  | -28  | 0  | 0   | 8  | -6  | 1 | -2  | 34   | -36  |
| Juventus · Italia | Total club    | Total club    | 208 | -192 | 24 | -21 | 63 | -51 | 6 | -4  | -301 | -268 |
| Inter · Italia | 1.ª           | 1999-2000     | 34  | -32  | 4  | -5  | -  | -   | - | -   | 38   | -37  |
| Inter · Italia | Total club    | Total club    | 34  | -32  | 4  | -5  | 0  | 0   | 0 | 0   | 38   | -37  |
| Lazio · Italia | 1.ª           | 2000-01       | 29  | -24  | 0  | -0  | 7  | -9  | 1 | -3  | 37   | -36  |
| Lazio · Italia | 1.ª           | 2001-02       | 27  | -30  | 2  | -4  | 8  | -10 | - | -   | 37   | -44  |
| Lazio · Italia | 1.ª           | 2002-03       | 30  | -28  | 0  | 0   | 6  | -6  | - | -   | 36   | -34  |
| Lazio · Italia | 1.ª           | 2003-04       | 27  | -26  | 0  | 0   | 7  | -7  | - | -   | 34   | -33  |
| Lazio · Italia | 1.ª           | 2004-05       | 21  | -26  | 1  | -2  | 1  | -2  | 1 | -3  | 24   | -33  |
| Lazio · Italia | 1.ª           | 2005-06       | 30  | -38  | 0  | 0   | 0  | 0   | - | -   | 30   | -38  |
| Lazio · Italia | 1.ª           | 2006-07       | 28  | -24  | 0  | 0   | -  | -   | - | -   | 28   | -24  |
| Lazio · Italia | Total club    | Total club    | 192 | -196 | 3  | -6  | 29 | -34 | 2 | -6  | 226  | -242 |
| Total carrera | Total carrera | Total carrera | 479 | -477 | 39 | -44 | 95 | -88 | 8 | -10 | 621  | -619 |
| (1) Incluye datos de la Copa Italia (2) Incluye datos de la Liga de Campeones de la UEFA y la Liga Europa de la UEFA (3) Incluye datos de la Supercopa de Italia y la Copa Intercontinental 1996 |               |               |     |      |    |     |    |     |   |     |      |      |

## Palmarés

### Títulos nacionales
| Título              | Club     | País   | Año     |
| ------------------- | -------- | ------ | ------- |
| Serie A             | Juventus | Italia | 1994-95 |
| Copa Italia         | Juventus | Italia | 1994-95 |
| Supercopa de Italia | Juventus | Italia | 1995    |
| Serie A             | Juventus | Italia | 1996-97 |
| Supercopa de Italia | Juventus | Italia | 1997    |
| Serie A             | Juventus | Italia | 1997-98 |
| Supercopa de Italia | Lazio    | Italia | 2000    |
| Copa Italia         | Lazio    | Italia | 2003-04 |

### Títulos internacionales
| Título                       | Equipo              | Sede     | Año     |
| ---------------------------- | ------------------- | -------- | ------- |
| Copa de la UEFA              | Juventus            | Europa   | 1992-93 |
| Liga de Campeones de la UEFA | Juventus            | Europa   | 1995-96 |
| Supercopa de Europa          | Juventus            | Europa   | 1996    |
| Copa Intercontinental        | Juventus            | Japón    | 1996    |
| Copa Mundial de Fútbol       | Selección de Italia | Alemania | 2006    |

(*) Incluyendo la selección

### Distinciones individuales
| Distinción                    | Año              |
| ----------------------------- | ---------------- |
| Guerin d'Oro                  | 1997             |
| Equipo del Año de la ESM      | 1997, 1998       |
| Portero del Año en la Serie A | 1997, 1998, 2007 |

## Condecoraciones
| Distinción                               | Año  |
| ---------------------------------------- | ---- |
| CONI: Collar de Oro al Mérito Deportivo  | 2006 |
| Orden al Mérito de la República Italiana | 2006 |